# David Bailey (motociclista)
David Bailey   (San Diego, 31 de desembre de 1961) és un antic pilot professional de motocròs nord-americà. Va competir als Campionats AMA entre el 1980 i el 1986 i en va guanyar tres títols de motocròs i un de supercross. A banda, entre el 1982 i el 1986 va guanyar cinc edicions consecutives del Motocross des Nations amb la selecció dels Estats Units.
L'any 1999 fou incorporat a l'AMA Motorcycle Hall of Fame i el 2011 va rebre el premi Edison Dye a la trajectòria.

## Biografia
Fillastre de l'antic pilot de motocròs Gary Bailey, David va començar a anar amb bicicleta a tres anys i va tenir la seva primera motocicleta, una Yamaha, quan en tenia deu. Aquell mateix any va començar a competir. El 1978 va guanyar el campionat amateur de 250cc amb una antiga Bultaco. L'any següent va esdevenir professional, però la seva primera temporada va resultar difícil. El 1980 va córrer per a Kawasaki i va poder mostrar el seu potencial per primera vegada. El 1982, Roger De Coster el va fitxar per a l'equip d'Honda que dirigia. Aquella temporada, Bailey va ser seleccionat per al Motocross des Nations, que va guanyar amb l'equip nord-americà.
El 1983, David Bailey va repetir victòria al Motocross des Nations i va guanyar tant el campionat AMA de motocròs com el de supercross en la cilindrada de 250 cc. El 1984 va guanyar el campionat AMA de motocròs de 500cc i, per tercera vegada consecutiva, el Motocross des Nations. Va guanyar aquesta prova encara dos anys seguits més.
Abans de començar la temporada de 1987, Bailey es va lesionar en un entrenament. A causa d'una caiguda, es va colpejar la medul·la espinal i va quedar paralític de cintura cap avall. El 1994 va tornar al motocròs i al supercross com a comentarista televisiu. A partir de 1997, va competir a l'Ironman a Hawaii. L'any 2000, tretze anys després del seu accident, David Bailey va guanyar l'Ironman en la seva categoria.
Actualment, Bailey continua fent de comentarista de competicions de motocròs i participa en diversos esdeveniments benèfics enfocats a la investigació sobre lesions medul·lars.

## Palmarès

### Títols per any
| Any  | Equip | Campionat             | Classe |
| ---- | ----- | --------------------- | ------ |
| 1982 | Honda | Motocross des Nations | -      |
| 1983 | Honda | AMA Supercross        | 250cc  |
| 1983 | Honda | AMA Motocross         | 250cc  |
| 1983 | Honda | Motocross des Nations | -      |
| 1984 | Honda | AMA Motocross         | 500cc  |
| 1984 | Honda | Motocross des Nations | -      |
| 1985 | Honda | Motocross des Nations | -      |
| 1986 | Honda | AMA Motocross         | 500cc  |
| 1986 | Honda | Motocross des Nations | -      |

### Resum
- 3 Campionats AMA de motocròs (2 x 500cc, 1 x 250cc)
- 1 Campionat AMA de supercross 250cc
- 5 Motocross des Nations